# Второво
Вто́рово — село в Камешковском районе Владимирской области России, административный центр Второвского сельского поселения.

## География
Село расположено в 30 км на северо-восток от Владимира и в 16 км на юго-запад от Камешково. Железнодорожная станция Второво на линии Владимир — Ковров.

## История
Второво — старинное русское село. В давние времена носило название Три прудка, после построения здесь церкви село стало называться Архангельским. В XVIII веке село получило нынешнее название. Ещё в XVII столетии Второво было старинной вотчиной окольничего Н. И. Акинфова. В 1689 году он построил каменную церковь с каменной шатровой колокольней. Престолов в церкви было три: в холодной во имя Архангела Михаила, в приделах тёплых в честь святого мученика Пантелеимона и Николая Чудотворца. Приход состоял из села Второва и деревни Ивашкова.
В конце XIX — начале XX века село входило в состав Лаптевской волости Владимирского уезда, с 1924 года — центр Второвской волости. В 1859 году в селе числилось 88 дворов, в 1905 году — 174 дворов, в 1926 году — 258 хозяйств.
В 1965 году с селом Второво были объединены посёлки Второвского опытного поля и станции Второво.
С 1929 года село являлось центром Второвского сельсовета Владимирского района, с 1940 года — в составе Камешковского района, с 2005 года — центр муниципального образования Второвское.

## Население
| 1859 | 1897 | 1905 | 1926  | 2002  | 2010 | 2021  |
| ---- | ---- | ---- | ----- | ----- | ---- | ----- |
| 708  | ↗894 | ↗922 | ↗1040 | ↗1123 | ↘990 | ↗1063 |

## Инфраструктура
В селе имеются Второвская основная общеобразовательная школа (здание построено в 1957 году), детский сад «Солнышко», фельдшерско-акушерский пункт, отделение почтовой связи. 

## Достопримечательности
В селе действующая Михаило-Архангельская церковь (1689).
Дореволюционная ж/д водокачка.